# Понте аль Індіано
Понте аль Індіано (італ. Ponte all'Indiano) — міст через річку Арно у Флоренції, який є першим у світі вантовим мостом. Назва мосту походить від розташованого неподалік у відомому парку Кашине монументу аль Індіано (Monumento all'Indiano). 

## Історія мосту
Міст був побудований між 1972 і 1978 компанією Società C.M.F. S.p.A за проектом містобудівних архітекторів Адріано Монтеманьо і Паоло Сіка та інженера-конструктора Фабріціо де Міранда, знаного фахівця з тримальних конструкцій.
Проект виграв національний конкурс, організований муніципалітетом Флоренції в 1968 році, і відразу ж привернув до себе увагу, оскільки він включав в себе пішохідний мостик, який звисав нижче проїжджої частини. За тримальну конструкцію мосту інженер Фабріціо де Міранда в 1978 у Гельсінкі отримав європейську нагороду CECM ECCS (European Convention for Construction Metallica).  Цей міст став першим у світі вантовим мостом з великим прольотом (206 м), і одним з найбільших в Італії серед вантових мостів, збудованих у ХХ ст.
Сусідніми мостами є: Міст автостради А1 і пішохідний міст Passerella dell'Isolotto.

## Галерея

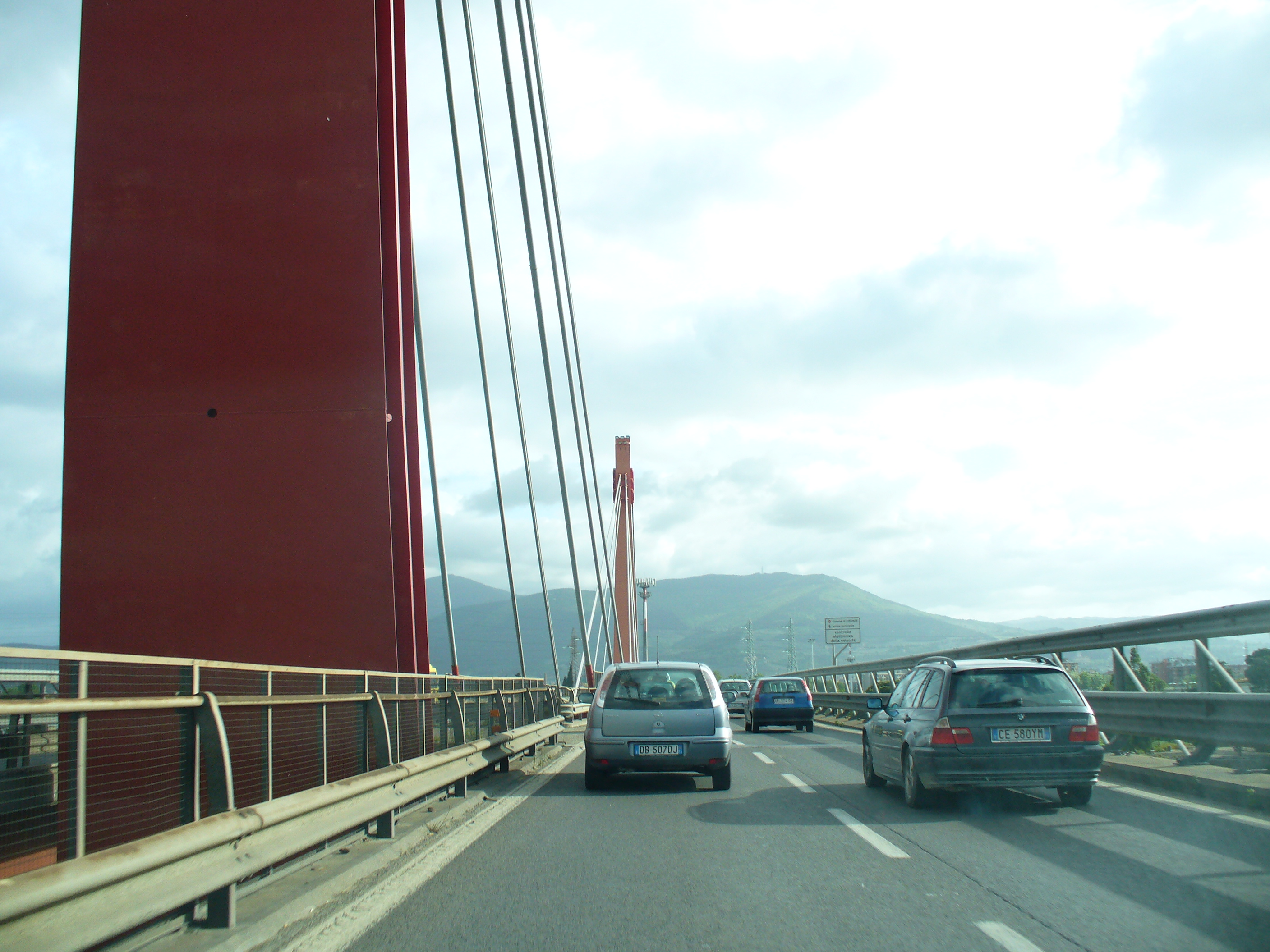
Проїжджа частина
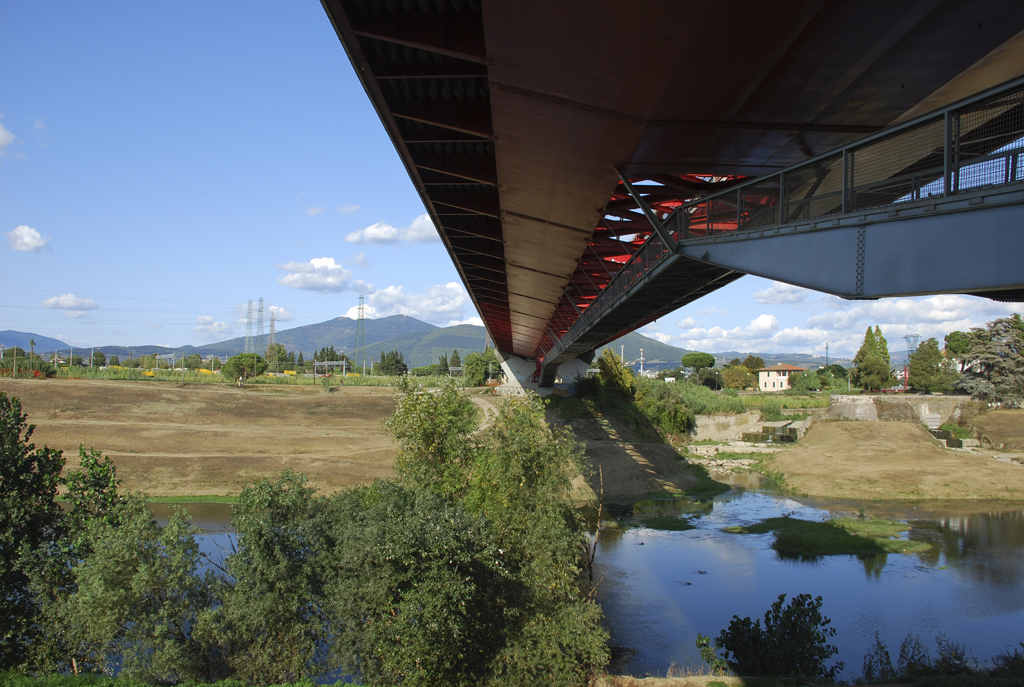
Під мостом
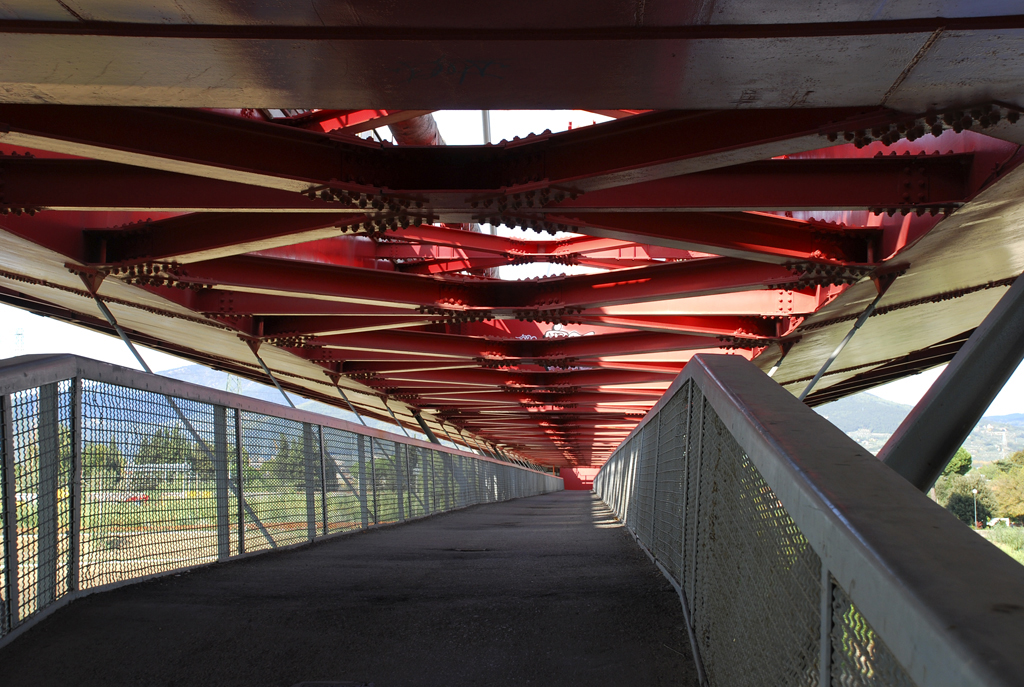
Пішохідний перехід
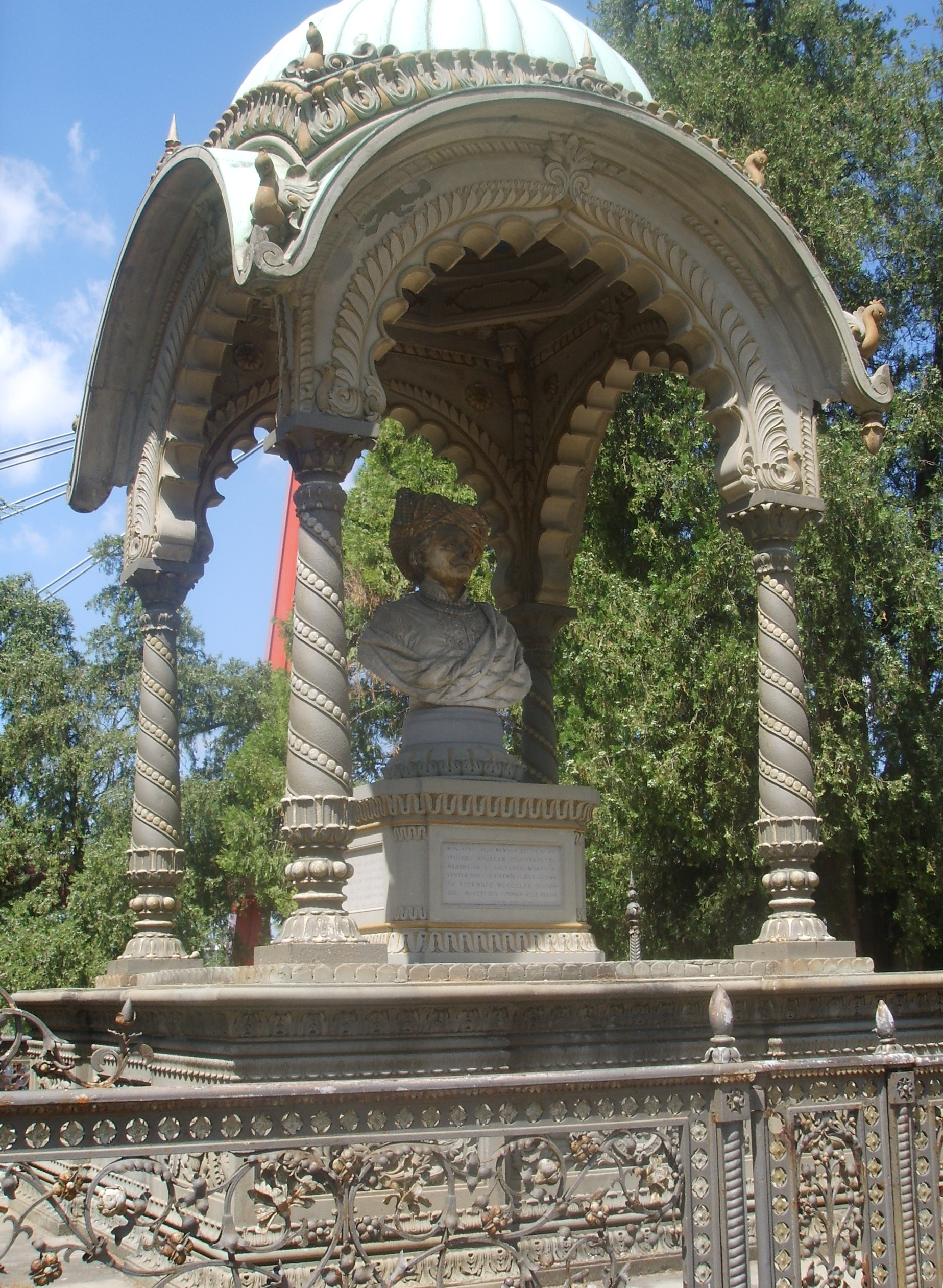
Монумент індійському принцу
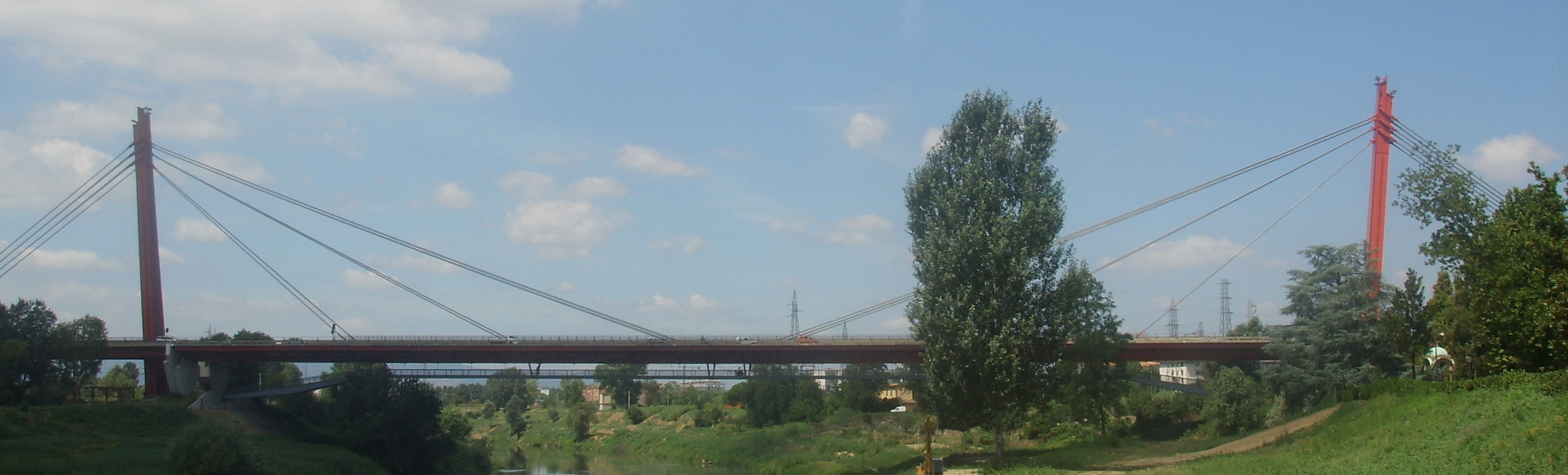
Загальний вигляд мосту